# Albatros d'Amsterdam
Diomedea amsterdamensis
Espèce
Statut de conservation UICN

EN : En danger
L'Albatros d'Amsterdam (Diomedea amsterdamensis) est l'un des plus grands albatros. Seulement découvert en 1982, il fait partie de la liste des 100 espèces les plus menacées au monde établie par l'UICN en 2012.

## Distribution et populations
L'Albatros d'Amsterdam est une espèce endémique de l'île d'Amsterdam dans l'océan Indien. Il niche à même le sol sur le Plateau des Tourbières.
Il y a quelques années, il ne restait que quinze couples à l'état sauvage dans les Terres australes et antarctiques françaises. En 2018, à la suite de programmes de préservation, on a pu recenser 216 individus, dont 111 matures.

## Description
Il pèse 4,8 à 8 kg pour 107 à 122 cm de long et une envergure de 280 à 340 cm. L'adulte est brun avec la tête, le cou et le ventre blanc. Le bec est rose.

## Reproduction

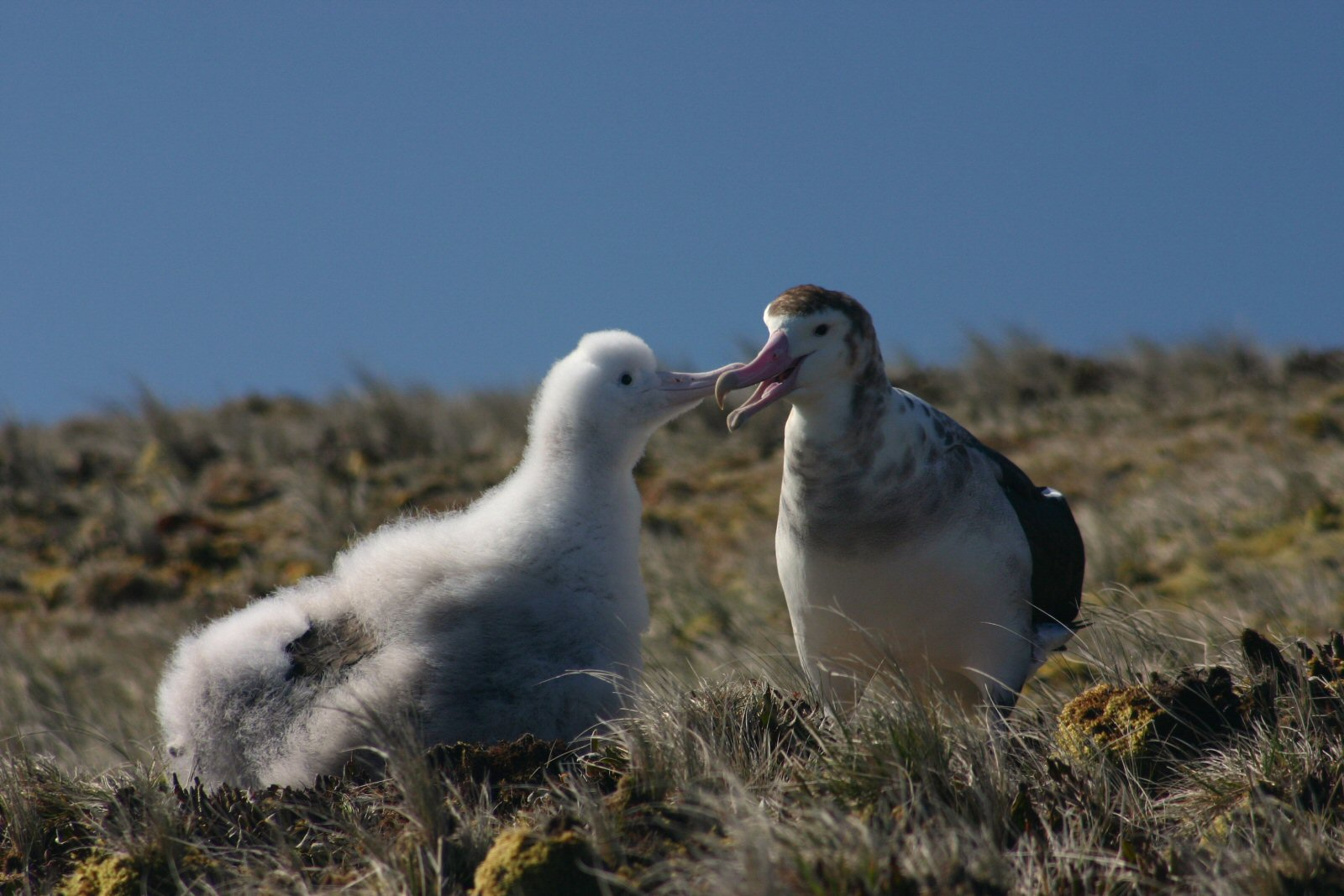
Un albatros d'amsterdam et son poussin

Les deux parents couvent l'œuf tour à tour pendant 80 jours. Le petit est capable de voler environ 230 jours après sa naissance. Un poussin naît tous les deux ans au maximum. Si la reproduction a échoué suffisamment tôt dans la saison, l'albatros d'Amsterdam peut la retenter l'année suivante.
À partir de la première reproduction avec succès, le couple d'albatros d'Amsterdam est très fidèle.